# Avy Scott
Avy Scott, född 2 november 1981 i Tampa i Florida i USA, är en amerikansk porrskådespelare. Scott studerade psykologi och ekonomi på college. I november 2001 hoppade hon av sin utbildning för att satsa på porrindustrin. Den första filmen hon var med i var Four Finger Club #20. Hennes första sexscen med en man var i Real Sex Magazine #47. Hon har blivit nominerad till tre AVN-priser.